# 마쓰가야역
마쓰가야역(일본어: 松が谷駅, まつがやえき 마쓰가야에키[*])은 일본 도쿄도 하치오지시에 있는 다마 도시 모노레일 다마 도시 모노레일 선의 역이다.

## 역 구조
상대식 승강장 2면 2선의 철골 구조의 고가역이다. 통상은 무인역으로 감시 카메라에 의하여 관리되고 있는데, 부정기적으로 직원이 있다.
이 노선의 표준적인 구조를 갖는 역이 있지만 보통의 도로 중앙 분리대의 상공에는 없고 도로 서쪽에 벼랑 경사면으로 낮춰진 상태로 건설되었다. 그래서, 역사 출입구의 위치가 서쪽에 면한 지상과 같은 수준이고 승객은 상하 이동을 유발하지 않고 이용할 수 있는 모노레일 역으로는 드물게 동선 설계가 채택되었다. 출입구는 남쪽에도 있지만, 이쪽은 보행자 전용 도로로 연결된 야마네이리 육교와 연결된다.
플랫폼 층에서 대합실 층을 잇는 등반 에스컬레이터와 엘리베이터가 각 플랫폼에 1대씩 정비되어 있다.

### 승강장
| 번호 | 노선                  | 방향 | 행선                                                          |
| ---- | --------------------- | ---- | ------------------------------------------------------------- |
| 1    | 다마 도시 모노레일 선 | 하행 | 다카하타후도・다치카와키타・다마가와조스이・가미키타다이 방면 |
| 2    | 다마 도시 모노레일 선 | 상행 | 다마 센터 방면                                                |

## 역 주변
다마 뉴타운 구릉지의 고지대에 위치하고 제17주구 "가시마"와 제18주구 "마쓰가야"와의 경계를 통과하는 간선 도로의 도쿄 도도 156호 마치다히노 선상에 있지만 이곳은 뉴타운 계획에 규정된 각각의 주구에 대한 주민 서비스 시설이 집적하는 "인근 센터"와 거리가 있어 역 주변에는 상가 등은 존재하지 않는다. 역사는 푸르고 한적하며 순전한 주택지 안에 있는 공원 시설도 많고 가시마, 마쓰가야 지구에 크게 분포되어 있고 각 주거지는 보행자 전용 도로를 통해서 차의 통행을 신경 쓸 것 없이 안전 쾌적하게 접근할 수 있다.
- 하치오지 시 유키히가시 사무소(시민 센터)
- 오쓰카히가시 공원
- 오쓰카 공원
- 오쓰카니시 공원
- 모치 공원
- 도쿄 도립 마쓰가야 고등학교
- 디지털 할리우드 대학(하치오지 제작 스튜디오)

## 역사
- 2000년 1월 10일: 영업 개시.

## 사진

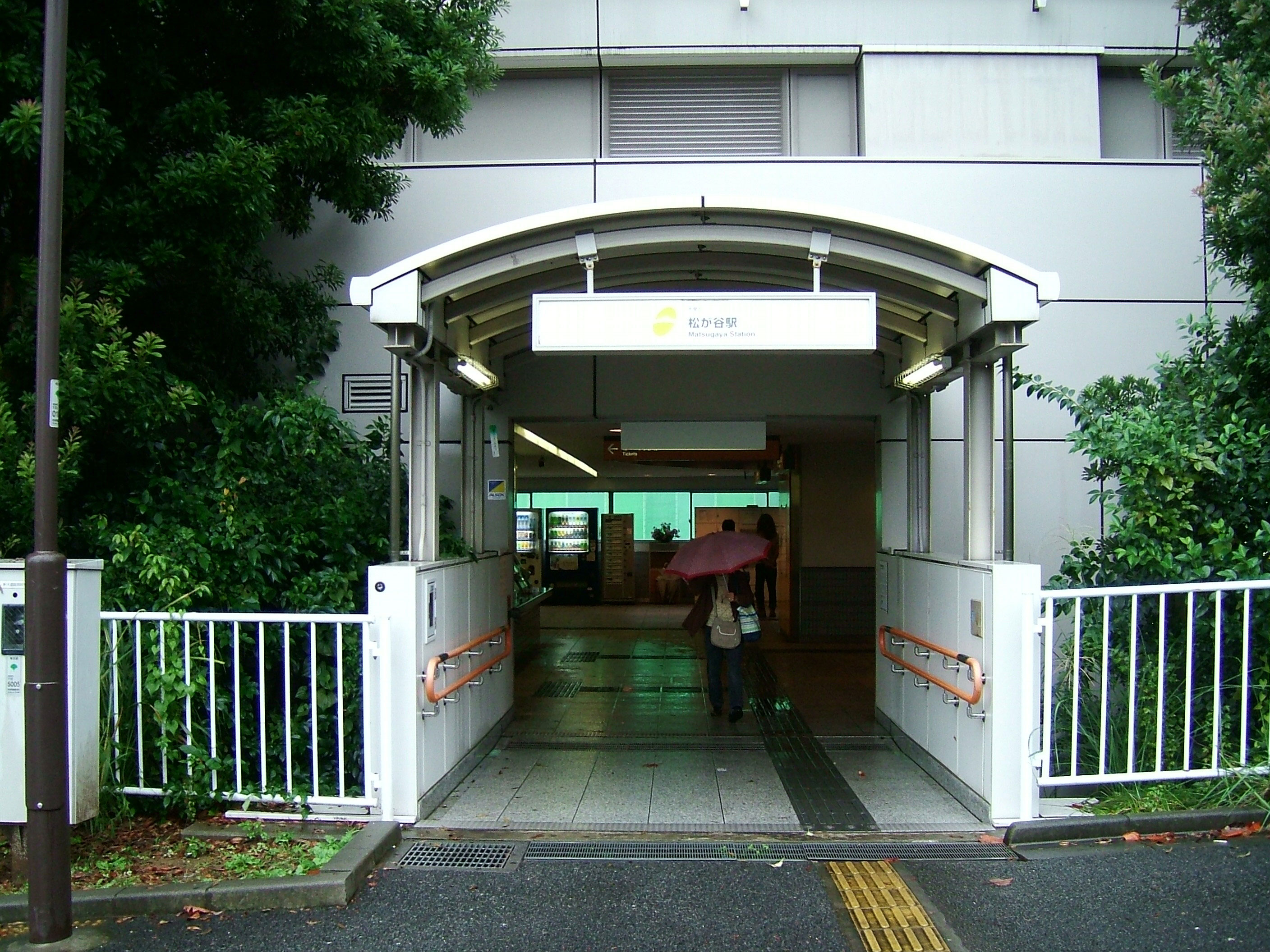
출입구

## 인접역
| 다마 도시 모노레일 다마 도시 모노레일 선 | 다마 도시 모노레일 다마 도시 모노레일 선 | 다마 도시 모노레일 다마 도시 모노레일 선 |
| ---------------------------------------- | ---------------------------------------- | ---------------------------------------- |
| 오쓰카·데이쿄 대학 가미키타다이 방면     |                                          | 다마 센터 다마 센터 방면                 |